# Colom faisà de clatell negre
El colom faisà de clatell negre (Otidiphaps nobilis insularis; syn: Otidiphaps insularis) és un tàxon d'ocell de la família dels colúmbids (Columbidae) considerat per diversos autors una subespècie d'Otidiphaps nobilis. Habita l'illa Fergusson, a l'arxipèlag d'Entrecasteaux, a l'est de Papua Nova Guinea. El seu estat de conservació es considera en perill d'extinció.

## Taxonomia
Segons el Handook of the Birds of the World i la quarta versió de la BirdLife International Checklist of the birds of the world (Desembre 2019), aquest tàxon tindria la categoria d'espècie. Tanmateix, altres obres taxonòmiques, com la llista mundial d'ocells del Congrés Ornitològic Internacional (versió 12.2, gener 2020), el consideren encara una subespècie del colom faisà.

## Redescobriment
El setembre del 2022 una expedició ornitològica a l'illa Fergusson que pretenia comprovar la pervivència de l'espècie, aconseguí gravar i fotografiar mitjançant càmeres trampa dos exemplars de colom faisà de clatell negre. Són els primers documents científics de l'espècie des de que aquesta fou descrita, 140 anys enrere. El redescobriment fou possible gràcies al guiatge de caçadors locals, que orientaren els investigadors en base a albiraments anteriors. L'expedició comptà amb el finançament de BirdLife International i les ONGs Re:wild i American Bird Conservancy.